# Mary Fairchild
Mary Louise Fairchild MacMonnies Low (New Haven, 11 agosto 1858 – Bronxville, 23 maggio 1946) è stata una pittrice statunitense paesaggista e ritrattista.

## Biografia
Mary Fairchild nacque a New Haven, nel Connecticut. Determinata a studiare pittura, approdò dapprima alla Scuola d'arte di Saint Louis, dove ottenne una borsa di studio di tre anni e, in particolare, la possibilità di andare a studiare a Parigi presso l'Académie Julian, dove fu allieva del pittore Carolus-Duran, ma seguì anche i corsi e gli insegnamenti di Tony Robert-Fleury.
Nel 1888 sposò il pittore e scultore Frederick William MacMonnies, che le diede una figlia e dal quale divorziò venti anni dopo, nel 1908, per poi risposarsi, un anno più tardi, con il pittore Will Hicok Low, allievo di Jean-Léon Gérôme e di Carolus-Duran.
Ebbe anche un suo piccolo atelier personale al n. 11 di Impasse du Maine (oggi annesso al Museo Bourdelle). A partire dal 1890 soggiornò spesso a Giverny, dove frequentò i suoi connazionali. Dipinse dei nudi, dei paesaggi o scene di genere en plein air, senza tralasciare i ritratti, nei quali inseriva sempre dei delicati elementi accessori.
Nell'aprile del 1892 Mary Low (già MacMonnies) fu avvicinata da Sarah Tyson Hallowell, agente di Bertha Palmer, famosa promotrice del "Woman's Building", che le propose di realizzare, per l'Esposizione mondiale della Columbia del 1893 a Chicago, uno dei due affreschi previsti per la sistemazione interna. L'altro dipinto programmato era Modern Woman, per il quale era stata incaricata Mary Cassatt, mentre il tema assegnato alla Low era Primitive Women. Questi furono i soli affreschi eseguiti dalle due pittrici.
Mary vinse inoltre per due volte una medaglia d'oro a Rouen, nel 1903 e nel 1911, ne ottenne una anche a Dresda nel 1902 e a Marsiglia nel 1905. La "Society of American Artists", inoltre, le conferì il premio "Julia Shaw" nel 1902, ed ella divenne membro della "National Academy of Design".
Sotto il profilo tecnico-stilistico Mary Fairchild è considerata un'artista appartenente al movimento impressionista americano. Alcune sue tele sono presenti nel Museo di belle arti di Rouen, e anche il Museo di Vernon (Eure) possiede una delle sue opere.
Mary Fairchild morì a Bronxville (New York), nel 1946, all'età di 88 anni.

## Opere scelte
- Gathering Apples, 1866. St. Louis Art Museum, Saint Louis, Missouri
- Gathering Flowers, 1890. St. Louis Art Museum, St. Louis, Missouri
- The Breeze, 1895. In the Nursery-Giverny Studio, 1897–98, e C'est la Fete a Bebe, 1879–98, "Terra Foundation for American Art", Chicago
- Five O'Clock Tea (1891). Sheldon Swope Art Museum. Questo quadro, noto anche con il titolo di Tea at Fresco, fu esposto nella "Chicago Columbian Exposition", dove "sia il dipinto che l'autrice ricevettero un'attenzione critica assai lusinghiera".[9]
- The Green Butterfly
- Early Morning Flower Market, (1910)
- Christmas Eve in the Studio, (1911)
- Little Women, (1911)
- Portrait of Will Hicok Low, (1911). National Academy of Design.
- Dogwood in Bloom, (1912)
- Portrait of E.S.D., (1913)

## Galleria d'immagini

### Ritratti

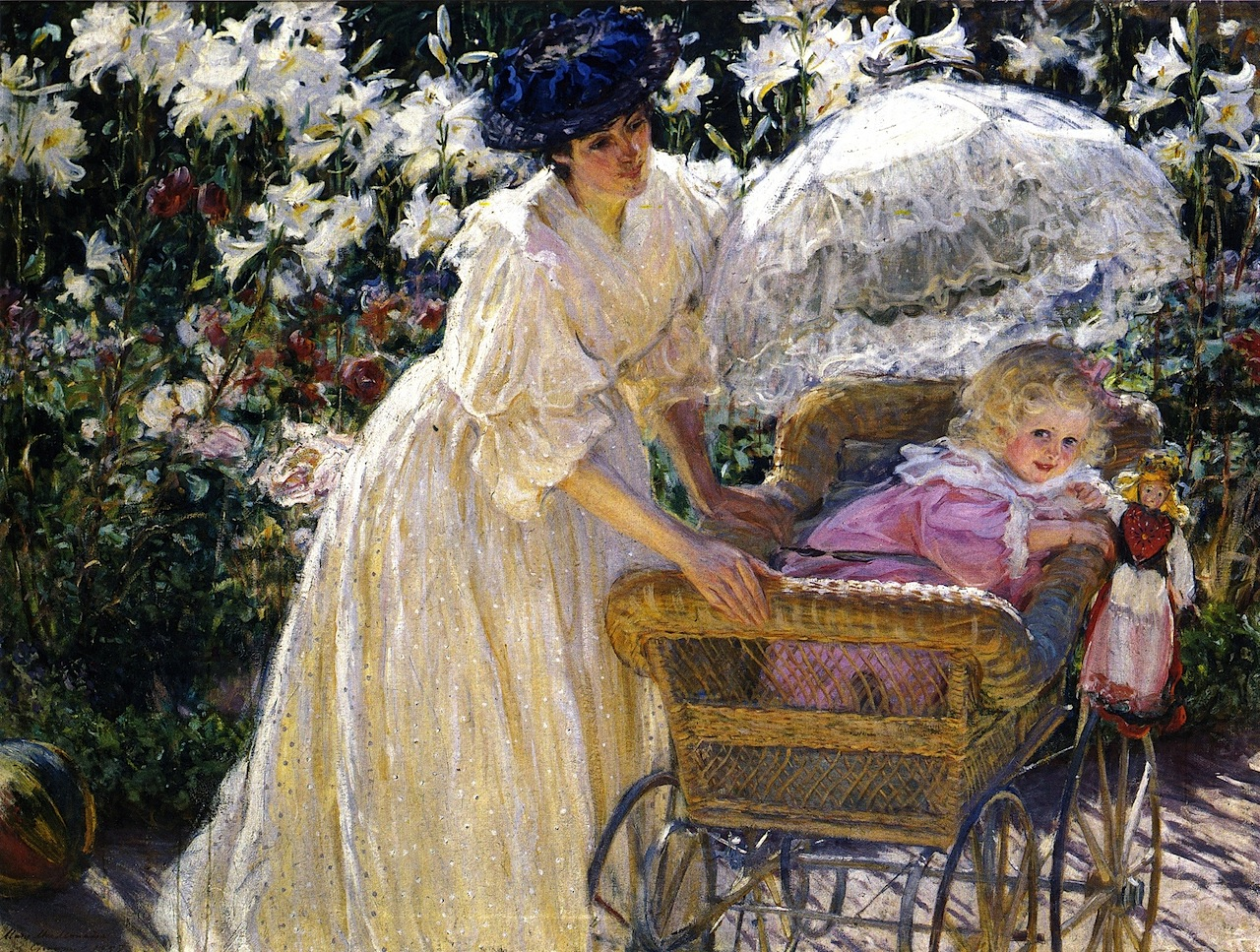
Rose e gigli, 1897 Museo di belle arti di Rouen
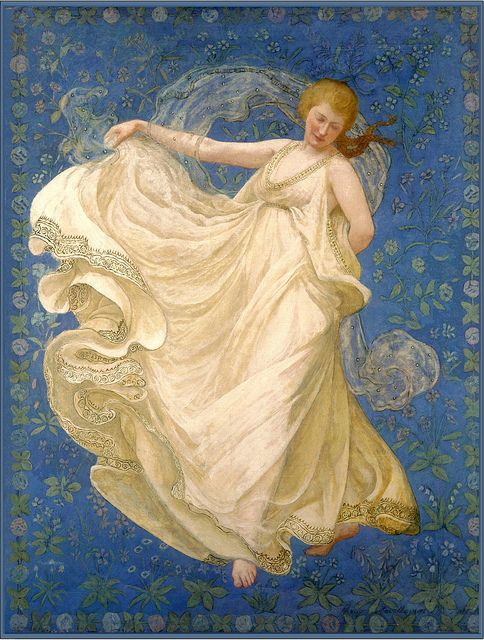
La brezza
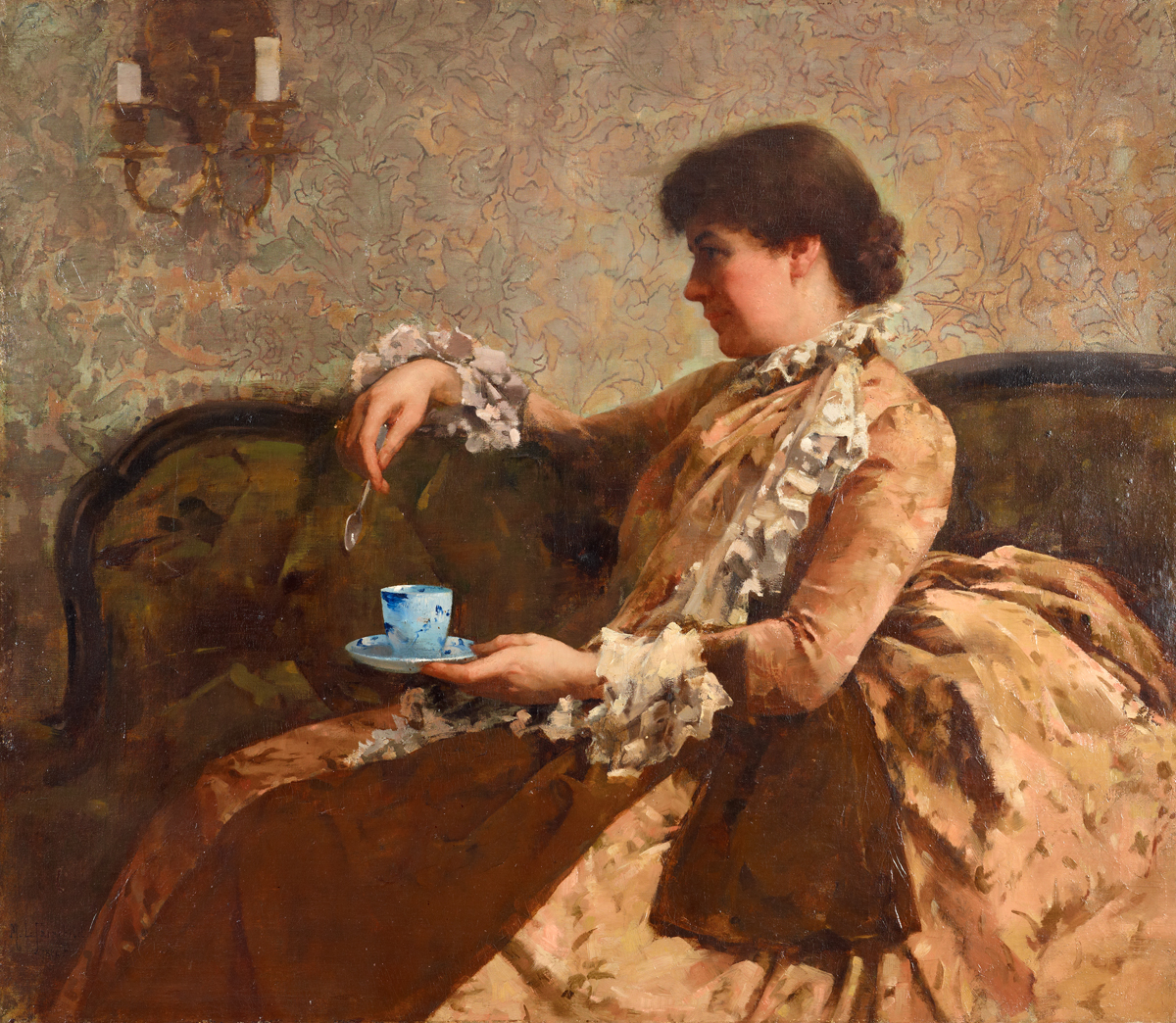
Sarah Tyson Hallowell, 1886

### Giardini

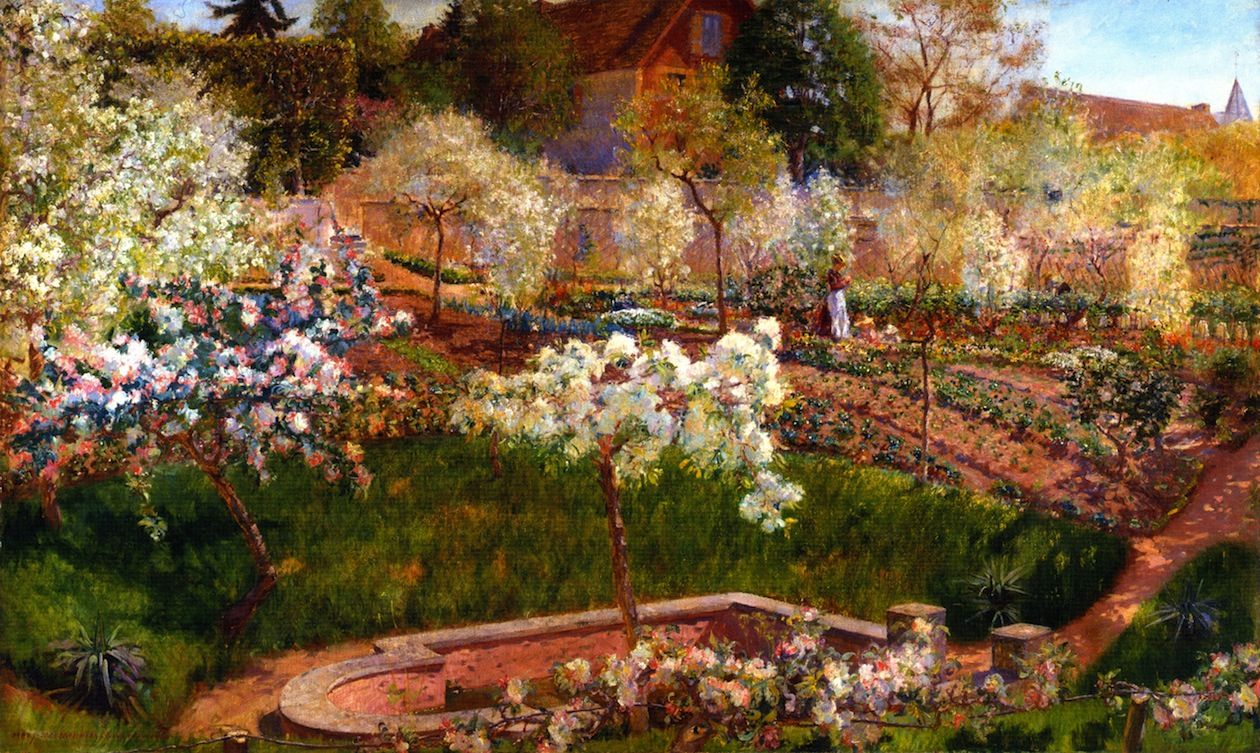
Tempo di fioritura in Normandia
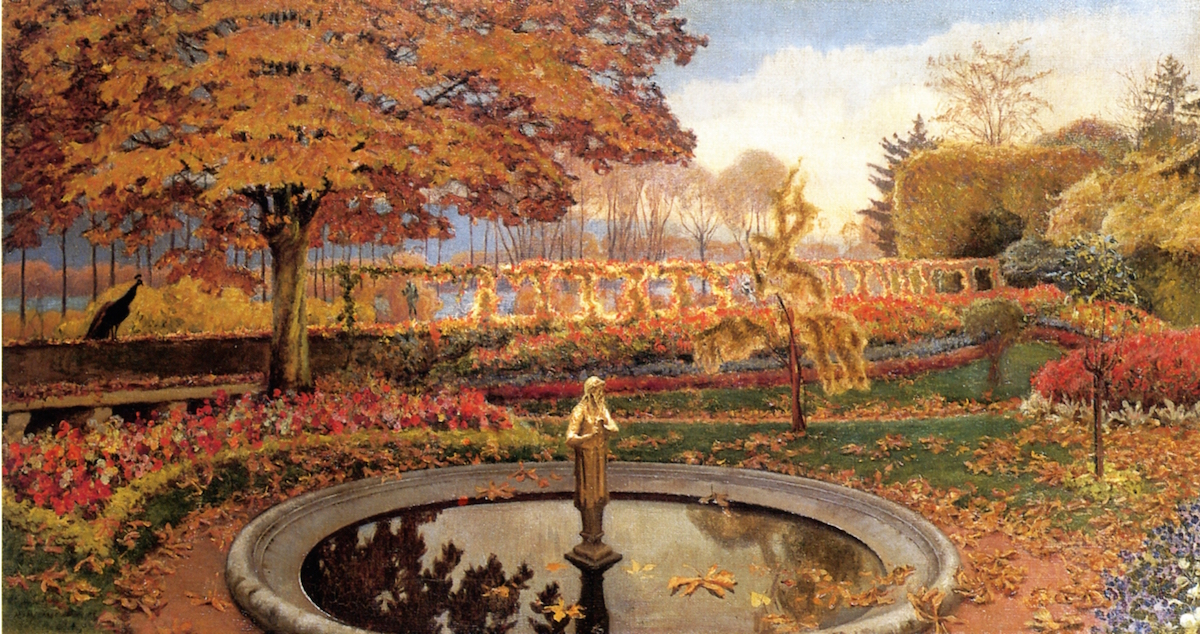
Giardino a Giverny, l'autunno
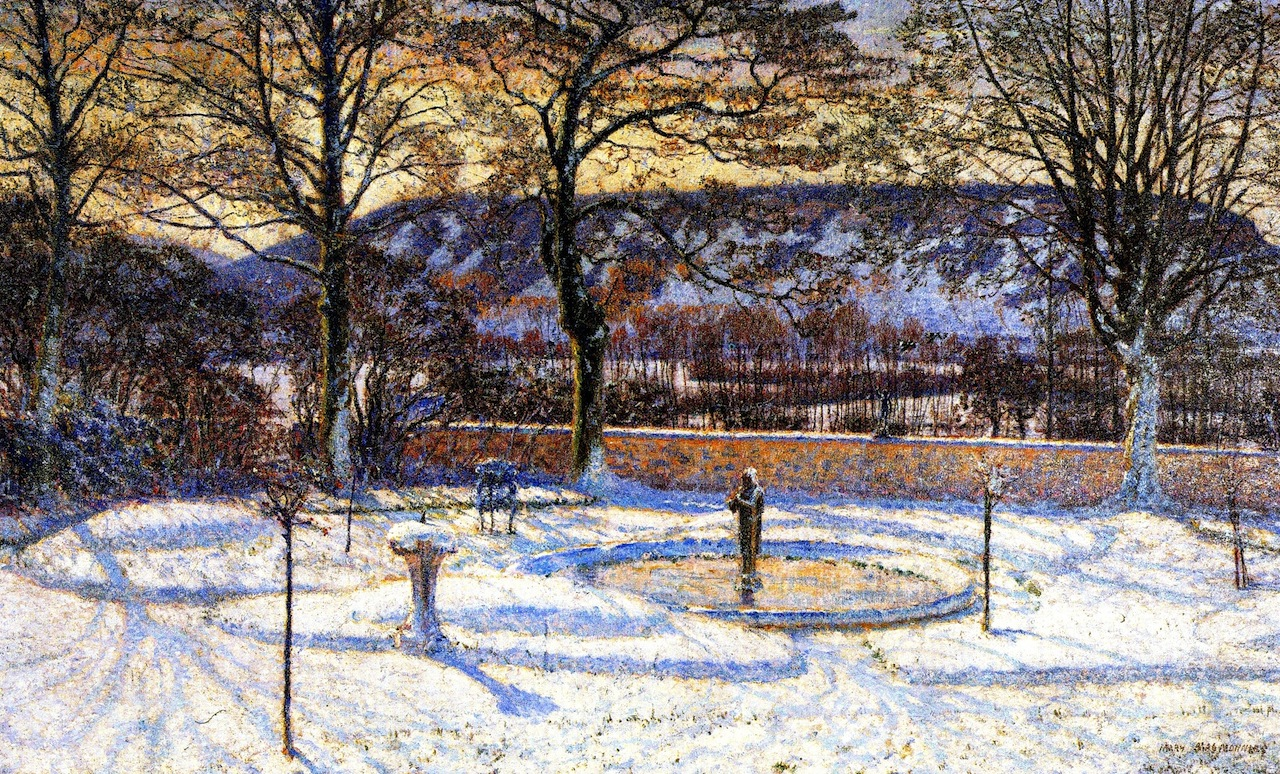
Giardino a Giverny, l'inverno